# Barrage de Sidi Aïch
Le barrage de Sidi Aïch (arabe : سدّ سيدي عيش) est un petit barrage tunisien placé sur l'oued Sidi Aïch, un oued au bassin versant compact (2 079 km2) pour la région au nord-ouest de Gafsa.
Les objectifs du barrage sont de capter et conserver les eaux de ruissellement pour promouvoir la fertilité du sol et la recharge de la nappe phréatique de Gafsa Nord, et de lutter contre l'érosion dues aux régimes de pluies rares, irrégulières mais torrentielles.

## Histoire
Dans la région, les techniques de collecte des eaux de ruissellement remontent à l'époque romaine voire pré-romaine et toute une série d'ouvrages a été bien documentée à proximité, le long du bassin versant de l'oued Melah.
En 1959, la construction d'un système de distribution d'eau à partir d'un réservoir et d'un aqueduc de sept kilomètres est financée par l'Agence des États-Unis pour le développement international jusqu'au village de Sidi Aïch pour alimenter quatre fontaines publiques et un point de remplissage de citernes. La construction est achevée en 1961. 
De 2002 à 2011, la stratégie nationale de mobilisation des eaux pour la région de Gafsa met en œuvre une réhabilitation des systèmes d'épandage de crue de l'oued Sidi Aïch et l'oued El Kebir dans le gouvernorat de Gafsa.
Depuis, les travaux liés au barrage font partie des projets du développement agricole intégré du nord du gouvernorat de Gafsa.

## Structure
Le barrage proprement dit a une capacité de 88 millions de m3. Il est placé sur le lit majeur de l'oued, au fond sableux, large et peu encaissé, le lit pouvant atteindre 700 m de large. 
La structure comprend un bassin de dissipation. Un seuil de dérivation implanté en travers du lit de l'oued alimente, sur une distance de quinze kilomètres, treize « retenues » d'irrigation ou canaux principaux : onze petits sur la rive droite et deux grands sur la rive gauche, permettant d'irriguer près de 5 500 hectares par épandage. Chacune de ces retenues d'irrigation (appelées mgoud en arabe tunisien) sont formées par des digues fusibles de trois mètres de hauteur sur quatre mètres de large, avec une pente longitudinale de 3 ‰ sur une longueur de 100 à 500 mètres, elles-mêmes connectées à des canaux/retenues secondaires et à un réseau d'ouvrages collinaires appelés tabias et munis d'ouvertures.
Les eaux sont relâchées entre un et trois jours après la date de la crue, pour limiter les pertes par évaporation et infiltration dans la retenue.
À l'exception de l'année de crue 2001-2002, le volume annuel nécessaire pour irriguer une fois l'ensemble des ayant droits n'est pas suffisant pour tout le périmètre. Le tour d'eau donc alors interannuel.